# Branka Doknić
Branka Doknić (Nikšić, 1953) doktorka је političkih nauka, kulturolog, istoričarka kulturne politike, profesorka po pozivu Fakulteta političkih nauka u Beogradu, autorka više knjiga iz oblasti teorije kulture i kulturne politike.

## Biografija
Rođena je 13. decembra 1953. u staroj crnogorskoj porodici - Doknići sa Golije, Vukotići sa Čeva, Žižići sa Durmitora i Kovačevici sa Grahova. Rano detinjstvo je provela u Hrvatskoj, a prvu oglednu osnovnu školu u FNRJ ”Ratko Žarić” i gimnaziju “Stojan Cerović” završila je u rodnom Nikšiću, kao nosilac diplome “Luča”.
Fakultet političkih nauka Univerziteta u Beogradu upisala je 1972/73 a diplomirala 1976/77 na smeru Novinarstvo. Na Fakultetu političkih nauka je i magistrirala sa temom Utopija u naučnom i ideološkom mišljenu (mentor prof. Smilja Tartalja) i doktorirala sa disertacijom Istorija kulturne politike Jugoslavije 1946.-1963. (mentor prof. Branko Prnjat).
Kao studentkinja magistarskih studija bavila se sociologijom saznanja, odnosno načinom na koji pojedinci ili grupre oblikuju ideje kao pokretače budućih društvenih promena, što se kasnije pokazalo kao dobra osnova za izučavanje konkretnih političkih i kulturnih promena koje su se desile uspostavljanjem i trajanjem komunističke jugoslovenske vlasti.
Celu svoju radnu karijeru je provela u istraživanju dokumentarističke i arhivske građe socijalističke Jugoslavije, kratko u TVB kao saradnica na emisijama dokumentarnog programa, a osnivanjem Memorijalnog centra Josip Broz Tito, počinje sa radom u Arhivu Josipa Broza. Izmeštanjem tog arhiva u Arhiv Jugoslavije, prelazi na rad u tu instituciju, gde i danas radi na istraživanju grade socijalističke provenijencije i na izradi i publikovanju vodiča kroz najznačajnije institucije vlasti socijalistikog perioda jugoslovenske države.
Objavila je četiri knjge nekoliko desetina članaka, sa temama iz istorije kulturne politike, rada institucija kulture, sociologije saznanja, teorije kulture. Sve njene knjige i članci su citirani od strane naučne i stručne javnosti. Posebnu pohvalu naučne kritike je izazvala knjiga Kulturna politika Jugoslavije 1846-1963. u svim državama bivše Jugoslavije. Predavačica je po pozivu na Fakultetu političkih nauka. Učesnica je značajnog broja naučnih i stručnih kongresa i skupova. Radeći u institucijama kulture nacionalnog značaja, nastoji da svojim izlaganjem na međunarodnim i domaćim skupovima ukaže na prisutne probleme ali i načine njihovog rešavanja, zalažući se, oduvek, za uvodjenje evropskih standarda u rad ovih institucija.

## Bibliografija
- O utopiji, Prometej, 2003.
- Kulturna politika Jugoslavije 1945-1952.,I i II, UNESCO, Arhiv Jugoslavije, 2009.
- Kulturna politika Jugoslavije 1946.-1963, Službeni glasnik, 2013.[2]
- Vodič kroz fondove Arhiva Jugoslavije 1945-2006 (Predsednik- Predsedništvo Republike, Skupština, Vlada), Arhiv Jugoslavije, Službeni glasnik, 2014.
- Vodič kroz fondove Arhiva Jugoslavije 1945-2006 (Kultura, Prosveta), - u pripremi

## Članci (izbor)
- Using of Archives in Scientific Purpores: The Archives of Yugoslavia, ISSN 1318-0134
- Valorizacija arhivske građe kao kulturne baštine, ISNN 978-86-88289-04-7
- Archivists and 21st Century: How Ready Are Archivists for the Achievements of 21st,ISSN 1318-0134
- Teorija konvergencije u uslovima (bes)kraja ideologije, ISSN 1450-9733
- Arhivska građa socijalističkog perioda u Arhivu Jugoslavije, ISSN 0436-046X
- Novi kulturni identitet, ISSN 1800-5128
- Arhivska građa kao kulturna baština, ISSN 1450-0733
- Okrenuti sebi samima, ISSN 1800-5128
- Ostrvo savremene nade, ISSN 0350-4379
- Sovjetizacija i desovjetizacija jugoslovenske kulturne politike,  978-86-80099-15-6
- Partneri a ne rivali: država i kultura, ISSN 0350-4379
- Međusobne veze arhiva, biblioteka i muzeja, ISSN- 1581-7407
- Misao jedne epohe: istinitost i(li) lažnost ideologija u savremenom svetu, ISSN 0350-4379
- Mobilizatorska moć ideja: ideologija u savremenom svetu, ISSN 1800-5128
- Umetnost kao otpor fašizmu,  978-86-84811-26-6
- Ostrvo savremene nade – put u zemlju koja se još nije pohodila,, ISSN 0350-4379
- Potreba za saznanjem: nauka i ideologija, ISSN 1800-5128
- Dostupnost arhivske građe u Arhivu Jugoslavije, ISSN 1581-7407
- Vodič kroz fondove Arhiva Jugoslavije 1945-2006, www arhivistika. net
- San je bio bolji: utopija i istorija, ISSN 0350-4379
- Uloga arhiviste u instituciji kulturne baštine, ISSN 1581-7407
- Strah od budućnosti: ostvarivanje negativne utopije, ISSN 0350-4379
- Tehnički i sadržinski problemi klasičnog i elektronskog arhiviranja, ISSN 1450-9733
- Sudbina našeg doba: moć i nemoć savremene nauke, ISSN 0350-4379
- Novi status Arhiva Jugoslavije, ISSN 1581-7407
- Vrijednosno polje kulture, ISSN 1800-5128
- Traganje za novim: beskraj naučnog istraživanja, ISSN 0350-4379
- Zatečen i zatočen istorijom, ISSN 1800-5128

## Spoljašnje veze
- Dragoceni uvid, Srpski književni list, br. 8/113, 2014.
- Imamo li kulturnu politiku, Ilustrovana politika, 22.9.2015.
- Institucije kulture kao zabavišta, Danas, 6.7. 2015
- Novca ima više nego znanja, Večernje novosti, 20.4. 2015.
- Nepoželjnost drugačijeg mišljenja, Republika,16.6.2014
- Susret utopije i istorije, Novi magazin,14.8.2014
- Stepenik, intervju, Radio Beograd II, 8.2.1014
- Kultura u 2, intervju, Studio B 19.12.2013